# Amadeus 1. af Spanien
Amadeus 1. af Spanien (spansk: Amadeo I; italiensk: Amedeo I; latin: Amadeus I) (30. maj 1845 – 18. januar 1890) var en italiensk prins fra Huset Savoyen, der i en kort periode fra 1870 til 1873 var konge af Spanien. Han var en yngre søn af kong Victor Emanuel 2. af Italien og var gennem det meste af sit liv kendt som den 1. hertug af Aosta.
Hans regeringsperiode i Spanien, der kun varede lidt over to år, var præget af politisk ustabilitet. Situationen blev forværret af uafhængighedskrigen i Cuba, som var begyndt i 1868, og en genoptagelse af Carlistkrigene i 1872.

## Baggrund
Prins Amedeo af Savoyen blev født i Turin, Italien. Han var anden søn af Victor Emanuel 2. (konge af Piemonte, Savoyen, Sardinien og senere Italiens første konge) og ærkehertuginde Adelheid af Østrig.

## Konge af Spanien
Efter den spanske revolution blev Isabella II afsat og den nye Cortes bestemte at genindsætte monarken. Hertugen af Aosta blev valgt som konge den 16. november 1870. Han svor at opretholde konstitutionen i Madrid den 2. januar 1871. Hans regeringsperiode i Spanien, der kun varede lidt over to år, var præget af politisk ustabilitet. De syv regeringer, der fulgte hinanden i denne periode formåede ikke at løse krisen, der blev forværret af uafhængighedskrigen i Cuba, som var begyndt i 1868, og en  genoptagelse af Carlistkrigene i 1872. Han abdicerede og vendte tilbage til Italien i 1873, hvorefter den Første Spanske Republik blev udråbt.

## Ægteskaber og børn
Amadeus giftede sig første gang den 30. maj 1867 i Torino med Maria Vittoria dal Pozzo della Cisterna, datter af Carlo Emanuele dal Pozzo og Louise de Merode. De fik tre børn: 
- Emanuele Filiberto, 2. Hertug af Aosta (13. januar 1869 – 4. juli 1931)
- Vittorio Emanuele, Greve af Torino (1870 – 1946)
- Luigi Amedeo, Hertug af Abruzzi (1873 – 1933)

Han giftede sig anden gang den 11. september 1888 i Torino med sin niece Maria Letizia Bonaparte, datter af Napoléon Joseph Charles Paul Bonaparte og Maria Clotilde af Savoyen. De fik et barn:
- Umberto, Greve af Salemi (22. juni 1889 – 19. oktober 1918)